# Højen Sogn
Højen Sogn ist eine Kirchspielsgemeinde (dän.: Sogn) im südlichen Dänemark. Bis 1970 gehörte sie zur Harde Jerlev Herred im damaligen Vejle Amt, danach zur Vejle Kommune im erweiterten Vejle Amt, die im Zuge der  Kommunalreform zum 1. Januar 2007 in der „neuen“  Vejle Kommune in der Region Syddanmark aufgegangen ist.
Im Kirchspiel leben 1323 Einwohner (Stand:1. Januar 2023). Im Kirchspiel liegt die Kirche „Højen Kirke“.
Nachbargemeinden sind im Nordosten Sankt Nikolaj Sogn, im Osten Skærup Sogn, im Südosten Smidstrup Sogn, im Südwesten Øster Starup Sogn  im Westen Jerlev Sogn und im Nordwesten Skibet Sogn.